# Долно Ботуше
Долно Ботуше или Долно Ботушие (среща се и днес неправилното изписване Ботушье, на македонска литературна норма: Долно Ботушје) е село в Северна Македония, в община Брод (Македонски Брод).

## География
Селото се намира в областта Поречие в източните склонове на планината Добра вода.

## История
В XIX век Долно Ботуше е село в Поречка нахия на Кичевска каза на Османската империя. В „Етнография на вилаетите Адрианопол, Монастир и Салоника“, издадена в Константинопол в 1878 година и отразяваща статистиката на населението от 1873 година, Бетуше (Горно и Долно) (Bétouché) е посочено като село с 26 домакинства със 108 жители българи.
Според статистиката на Васил Кънчов („Македония. Етнография и статистика“) от 1900 година Ботушье (Горно и Долно) е населявано от 410 жители българи християни.
На Етнографската карта на Битолския вилает на Картографския институт в София от 1901 година Ботуше е чисто българско село в Кичевската каза на Битолския санджак с 40 къщи.
Цялото село в началото на XX век е сърбоманско. Според митрополит Поликарп Дебърски и Велешки в 1904 година в Ботуше има 46 сръбски къщи. По данни на секретаря на Българската екзархия Димитър Мишев („La Macédoine et sa Population Chrétienne“) в 1905 година в Ботуше (Горно и Долно) има 400 българи патриаршисти сърбомани.
След Междусъюзническата война в 1913 година селото попада в Сърбия.
Църквата „Свети Никола“ („Свети Йоан“) е от 1915 година.
На етническата си карта на Северозападна Македония в 1929 година Афанасий Селишчев отбелязва Ботуше (Горно и Долно) като българско село.
Според преброяването от 2002 година селото има 34 жители македонци.
В селото има манастир „Успение Богородично“.